# Брандт, Карштен
Карштен Брандт (нидерл. Carsten Brandt; около 1630 — 1693) — голландский судостроитель на русской службе, корабельный плотник и помощник корабельного пушкаря при строительстве первого русского военного парусного корабля «Орёл» и других судов в 1667—1670 годы в Русском царстве, отремонтировал ботик для Петра I, был первым учителем государя морскому делу и голландскому языку, строитель судов «потешной флотилии» на Плещеевом озере.

## Биография
Карштен (встречается как Карстен, Кистер) Брандт родился в Голландии. В середине 1667 года, будучи уже в зрелом возрасте, Брандт вместе с другими иностранными специалистами приехал в Россию для строительства первого русского военного корабля «Орёл» и других судов, которые решено было строить по указу царя Алексея Михайловича на берегу Оки в дворцовом селе Дединове (Коломенского уезда).

### На русской службе

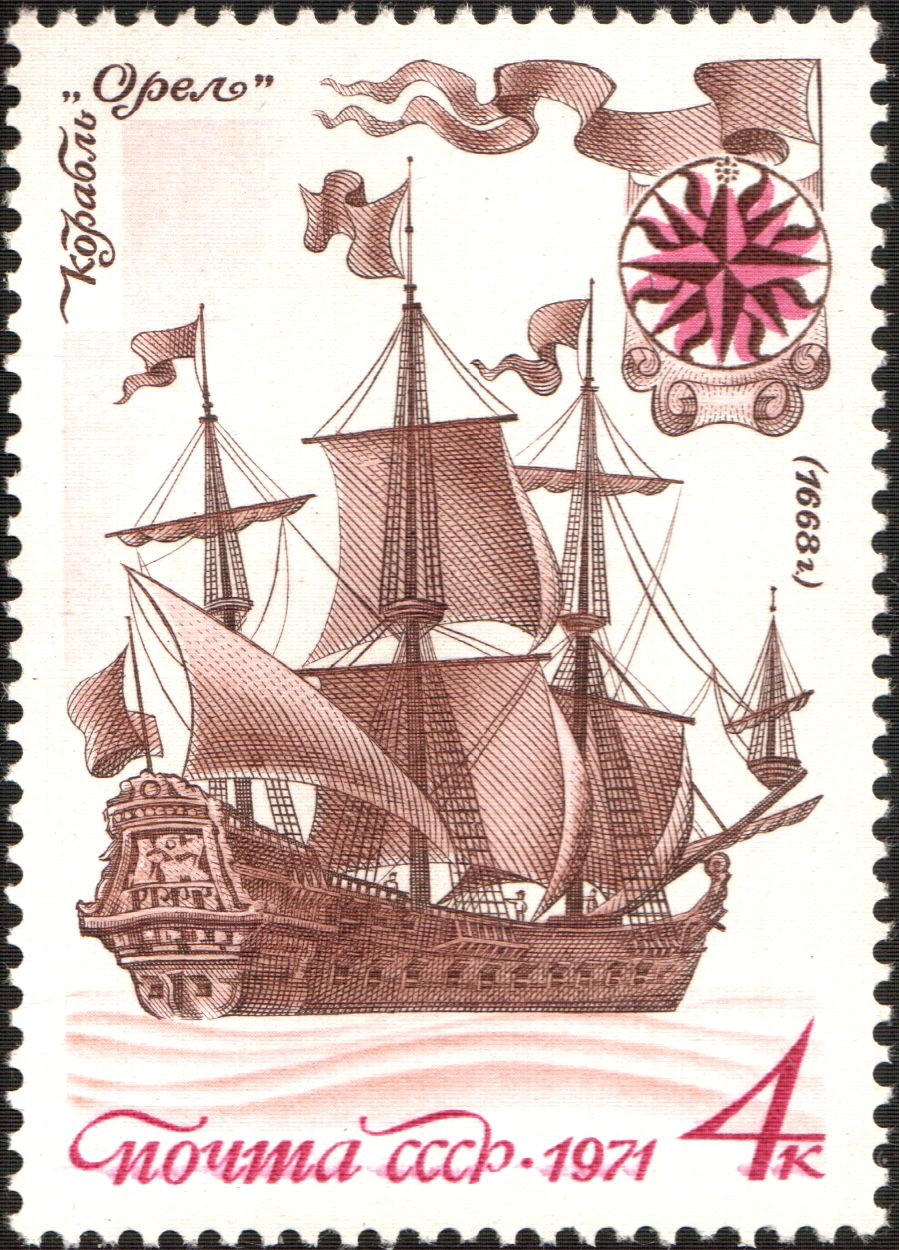
Корабль «Орёл» на почтовой марке СССР

Корабль «Орёл» был заложен 14 ноября 1667 года. Руководил постройкой голландец полковник Корнелиус фон Буковен и его помощники подполковник Старк и корабельщик Гельт. Организовывал работы на верфи и руководил плотниками и кузнецами дворянин московский Яков Полуектов вместе с подьячим мытной избы Степаном Петровым. Сначала Брандт работал в качестве корабельного плотника на строительстве судов, а после постройки «Орла» стал на нём матросом и помощником корабельного пушкаря, получал 10 рублей «кормовых денег и за харчи» в месяц.
12 мая 1669 года, после окончательного осмотра специалистами корабельного дела и приёмки его от Полуектова, корабль «Орёл» вышел из Дединова в Нижний, где на него установили артиллерию, а 13 июня из Нижнего корабль отправился в Астрахань. Это было единственное плавание корабля. Длительное время считалось, что вскоре после захвата Астрахани в 1670 году, корабль сожгли восставшие казаки Степана Разина. Но найденные документы Астраханского воеводства, датированные 1678 годом, свидетельствуют о том, что восставшие только загнали корабль вместе с другими судами дединовской постройки в протоку Кутум. По мнению русского военного историка А. В. Висковатова, корабль «Орёл» был оставлен на мели капитаном корабля Д. Бутлером, который потом бежал на одной из шлюпок в Персию. Корабль и малые суда простояли в протоке много лет и пришли в ветхость.
В 1670 году Брандт, спасаясь от бунтовщиков, уехал из Астрахани в Москву. Жил в Немецкой слободе, где плотничал и занимался столярным делом.

### Ботик Петра Первого

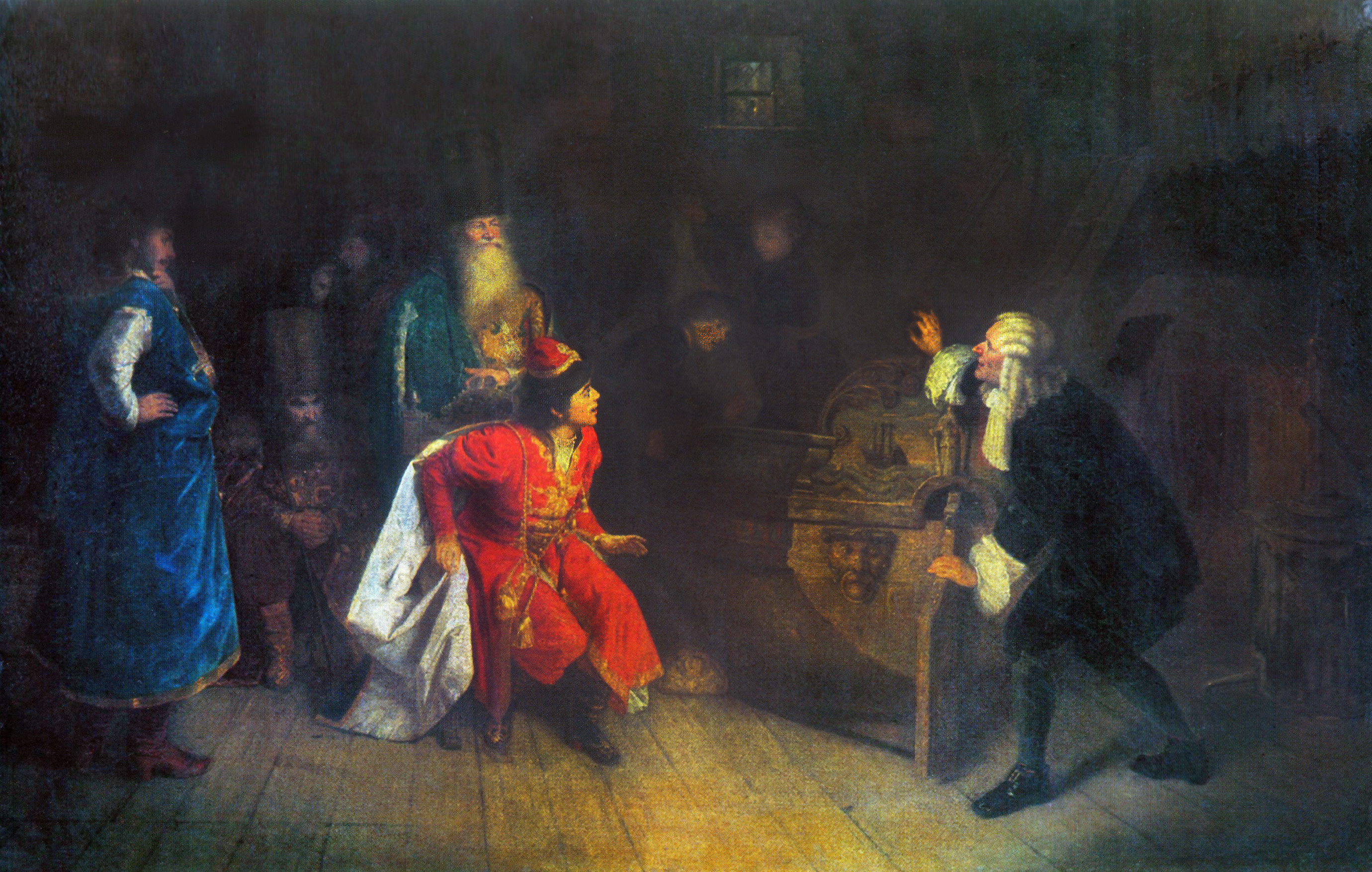
Франц Тиммерман объясняет Петру устройство ботика. Художник Г. Мясоедов (ранее 1911)

В мае 1688 года шестнадцатилетний царь Пётр I нашёл в подмосковном селе Измайлово в амбаре боярина Н. И. Романова ботик и заинтересовался им. Пётр в своей записке «О начале судостроения в России» (1719 год) так описывал это событие: «Случилось нам быть в Измайлове, на льняном дворе и, гуляя по амбарам, где лежали остатки вещей дому деда Никиты Ивановича Романова, между которыми увидел я судно иностранное, спросил Франца, что это за судно? Он сказал, что то бот английский. Я спросил: где его употребляют? Он сказал, что при кораблях — для езды и возки. Я паки спросил: какое преимущество имеет пред нашими судами (понеже видел его образом и крепостью лучше наших)? Он мне сказал, что он ходит на парусах не только что по ветру, но и против ветру; которое слово меня в великое удивление привело и якобы неимоверно».
Пётр попросил своего учителя по геометрии и фортификации Франца Тиммермана найти мастера, который смог бы починить судно. Тиммерман представил Петру плотника Карштена Брандта, как знающего обращение с ботом и постройку подобных судов. Ботик был перевезен в село Преображенское, стоявшее на берегу реки Яузы. Брандт починил судно, оснастил его мачтой и парусами, и стал первым наставником Петра в морском деле. На ботике они ходили сначала по Яузе, но там было тесно лавировать и разворачивать судно. Пётр приказал перевезти ботик на Просяной пруд, где Брандт учил молодого государя управлять судном, обучал морским терминам.

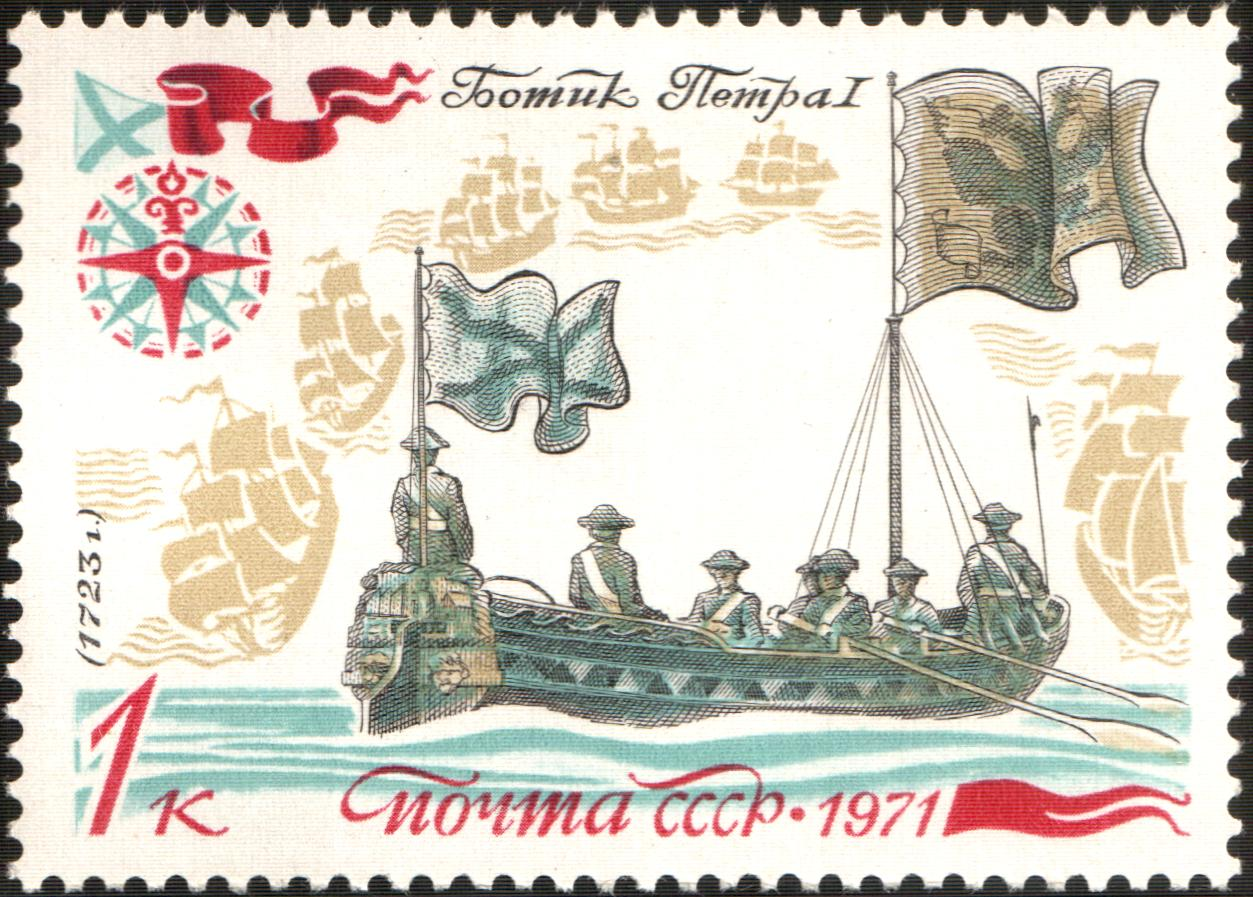
Ботик «Святой Николай» на почтовой марке СССР

Ботик Петра послужил началом строительства петровского флота. В 1723 году ботик участвовал в смотре кораблей Балтийского флота, где Пётр I произнёс меткую фразу о ботике: «Смотрите, как дедушку внучата веселят и поздравляют!». С тех пор ботик называют «дедушкой русского флота». Александр Пушкин, работая над своей «Историей Петра», сделал такую запись «…10—го же (июля 1723) триумф старого ботика, дедушки русского флота» и написал стихотворение «Пир Петра Первого», в котором увековечил имя Брандта:

Иль в отъятый край у шведа

Прибыл Брантов утлый бот,

И пошел навстречу деда

Всей семьёй наш юный флот…
— А. С. Пушкин 
«Пир Петра Первого»

### Строитель «потешной флотилии»
Брандт учил царя голландскому языку, от кораблестроителя юный Пётр впервые получил представление о Голландии и больших кораблях, которые строились там. Пётр «загорелся» строительством больших кораблей и отпросившись у матери летом 1688 года на богомолье в Троице-Сергиеву лавру, съездил 5 июля в Переяславль-Залесский на Плещеево озеро, где чуть позже вместе с Брандтом заложил верфь в устье реки Трубеж, впадающей в озеро и приступил к созданию «потешной флотилии».
На берегу озера была заложена верфь, начали постройку одноэтажного дворца и пристани для судов. В 1689 году на стапелях верфи Брандт заложил два малых фрегата и яхту, которые строил по амстердамским чертежам.
В строительстве судов принимали участие иностранные кораблестроители, а в качестве учеников и подмастерьев работали русские плотники, среди которых отличались сверстники царя из «потешного войска» Федосей Скляев, Лукьян Верещагин, Анисим Моляров и Михаил Собакин, ставшие впоследствии известными кораблестроителями. Пётр лично работал топором и состязался с Брандтом в постройке двух малых фрегатов. Всего Брандт построил на Плещеевом озере два фрегата и три яхты.
Зимой 1692 года Пётр распорядился все шлюпки и баркасы, построенные в Преображенском переправить на Плещеево озеро. 1 мая 1692 года первый фрегат, построенный Брандтом на верфи Плещеева озера, был спущен на воду. Пётр на нём устроил смотр всем до этого времени построенным судам и манёвры флотилии с высадкой десанта. 1 августа 1692 года весь двор и священство приехали на озеро на водосвятие, состоявшееся на самой большой яхте в окружении флотилии посреди Плещеева озера.
Умер Карштен Брандт в 1693 году. Пётр отстоял отпевание в храме и проводил в последний путь Брандта по генеральскому разряду. Царь часто вспоминал кораблестроителя, и, когда возникла необходимость закупить корабельные пушки для первых кораблей Балтийского флота, он вспомнил совет Брандта покупать их в Ругодиве (Нарве).